# Ministerio del Interior (República de China)
El Ministerio del Interior de la República de China (MdI; en chino: 內政部, romanizado: Nèizhèng Bù) es una agencia de rango ministerial de la República de China (RDC). Es el ministerio responsable de los asuntos internos y la seguridad en toda la RDC, incluyendo la población, el territorio, la construcción, la administración del servicio militar, los servicios nacionales de emergencia, los sistemas de administración local y la aplicación de la ley.

## Funciones básicas
Vigila de cerca los derechos y el bienestar de los residentes, el bienestar social, y cada aspecto del desarrollo nacional. Para acelerar el progreso de la nación, fortalecer la paz social y el orden, y mejorar la calidad de vida de todos los ciudadanos.
El Ministerio se esfuerza por alcanzar los siguientes:
1. Cumplir con la reforma del gobierno para impulsar la vitalidad de éste;
2. Proporcionar servicios de asistencia convenientes;
3. Atender a las minorías;
4. Promover un sistema justo de servicio militar;
5. Implementar la administración de crecimiento pragmático para promover el desarrollo sostenible;
6. Reforzar la administración de la reforma policial;
7. Fortalecer la gestión de crisis para construir un sistema integral de prevención de desastres;
8. Manejar los objetivos de reconstruir la nación en un hermoso pueblo natal;
9. Implement walk-around management and close planning/control

## Deberes
De acuerdo con la Ley Orgánica del Ministerio del Interior, el ministerio está a cargo de los siguientes:
- La administración de los asuntos internos nacionales.

- El Ministerio tiene la responsabilidad de dirigir y supervisar a los funcionarios locales de más alto rango en la ejecución de tareas encargadas por el Ministerio.

- Para los asuntos de la administración directa, el Ministerio está a cargo de la autoridad para ordenar o tomar medidas disciplinarias contra los más altos funcionarios locales. Cuando un funcionario es sospechoso de realizar actos ilegales o sobrepasar su autoridad, este funcionario local puede ser suspendido o retirado en espera de una resolución de una reunión del Yuan Ejecutivo.

## Divisiones administrativas

### Estructura departamental
El ministerio está organizado en cinco departamentos, una oficina, cuatro secciones, seis comités, y un centro para compartir las responsabilidades. 
- Departamento de Asuntos Civiles: Está a cargo de la administración local, autogobierno local, administración de fronteras, las propiedades públicas, organizaciones políticas, las elecciones, las religiones, ritos funerarios, rituales y ceremonias, la investigación de sitio histórico, el mantenimiento y registro y otros asuntos civiles.

- Departamento de Población :Está a cargo de la administración de registro de viviendas, la administración de la nacionalidad, las políticas de población, censos, las tarjetas nacionales de identificación, nombre, uso y registro, la planificación de la migración, y otros asuntos de la población.

- Departamento de Asuntos Sociales: Está a cargo de la asistencia social, seguro social, asistencia social, desarrollo comunitario, servicios sociales, la rehabilitación de discapacidad, organizaciones no gubernamentales, movimientos sociales, las operaciones de cooperación y otros asuntos de la administración social.

Además, el ministerio también se creó con dieciséis unidades de administración social y dos unidades de administración de tierras, que están directamente bajo la dirección del Ministerio y los organismos de segundo nivel.

### Agencias administrativas del Ministerio del Interior
Las agencias de primer nivel son:
- Agencia Nacional de Policía
- Agencia de Construcción y Planificación
- Agencia Nacional de Bomberos
- Universidad Central de Policía
- Instituto de Investigación de Arquitectura
- Oficina de la Infancia
- Agencia Nacional de Inmigración